# 블라디미르 나우모프
블라디미르 나우모프(영어: Vladimir Naumov, 러시아어: Наумов Владимир Наумович, 1927년 12월 6일~2021년 11월 29일)는 소련의 영화 감독, 작가, 배우, 각본가, 제작자이다.

## 출연작

### 영화
- 마르첼로 시크릿(1997년)
- 화이트 피스트(1996년)
- 테헤란 43(1981년)
- 귀향(1971년)
- 피스 투 힘 후 엔터즈(1961년)
- 세 번째 타격(1948년)